# Tjyongoui Yi
Tjyongoui Yi (em coreano: 이위종; hanja: 李瑋鍾; Hanseong, 1884 — ?, 1924 (?)) também conhecido como Yi Wi-jong, foi um diplomata e militar coreano. Seu nome em russo era Vladimir Sergueievitch Li (Владимир Сергеевич Ли). Yi Wi-Jong participou da Primeira Guerra Mundial como segundo-tenente (Podporuchik) do Exército Imperial Russo e serviu na Frente Oriental. Após a Primeira Guerra Mundial, Yi se juntou aos bolcheviques e lutou no Exército Vermelho durante a Guerra Civil Russa. Seu pai, Yi Beom-Jin, era político.

## Vida
Yi nasceu em 1884. Em 1907, ele, Yi Tjoune e Sangsul Yi foram delegados pelo Imperador Gojong para participar da Segunda Conferência de Paz da Haia. Naquela época, ele era proficiente em sete idiomas. No entanto, eles foram impedidos de ingressar na conferência devido às objeções do Japão Imperial como o poder asiático supremo da época. No entanto, com a assistência da Associação de Jornalistas, Yi pôde apresentar um discurso em inglês a 150 jornalistas na Haia sobre as invasões japonesas na Coreia e sua nulidade. Tjyongoui Yi enterrou Yi Tjoune em Haia e foi para os Estados Unidos com Sangsul Yi, e dali para Vladivostok e São Petersburgo.
Em 1911, depois de seu pai ter se matado, ele se tornou um oficial militar do Exército Imperial Russo e participou da Primeira Guerra Mundial. Após o início da Revolução de Outubro e a assinatura do Tratado de Brest-Litovsk, Yi se juntou aos bolcheviques e lutou no Exército Vermelho durante a Guerra Civil Russa. No processo, ele cortou toda a comunicação com sua antiga esposa aristocrática e com seus familiares. Ele lutou em uma batalha em torno de Irkutsk contra o Exército Branco de Alexander Kolchak. Após a guerra, ele serviu como um apparatchik em Krasnoyarsk e Chita até 1924. Pouco se sabe sobre a vida de Yi depois de 1924.

## Família
Seu pai, Yi Beom-Jin, era um político e diplomata coreano. Casou-se com uma nobre russa, Elizabeta Noelke (1888—1942), em 1906. O casal teve três filhas: Vera (1906-1920), Nyna (1909-1940) e Zena (1912-). Seus descendentes ainda vivem na Rússia.